# Aufstieg und Niedergang der römischen Welt
Aufstieg und Niedergang der römischen Welt (Ascesa e declino del mondo romano, abbreviato ANRW) è una collana di miscellanee di alto valore scientifico dedicate alla storia di Roma antica.

## Storia
Fondata nel 1972, originariamente come raccolta di scritti in onore del 75º compleanno dello storico Joseph Vogt, la collana acquisì con il tempo la connotazione di una serie di miscellanee, o raccolte di articoli, di natura enciclopedica. I curatori furono Hildegard Temporini (parti I e II) e Wolfgang Haase (Parte II) che, dalla morte di Temporini, ha curato da solo la collana. L'ultimo volume è stato pubblicato nel 1996, sempre dall'editore Walter de Gruyter di Berlino.

## Contenuto
ANRW è una raccolta internazionale di studi di carattere scientifico, dedicata a ogni aspetto del mondo romano, sino alla percezione che dell'antica Roma si è avuta nei periodi successivi. Ogni volume è composto da alcuni articoli di autori diversi. La parte I è dedicata alla Repubblica, la parte II all'Impero, la parte III alla Tarda antichità. A loro volta queste parti si dividono in diverse sezioni, 1. Storia Politica; 2. Diritto; 3. Religione; 4. Lingua e Letteratura; 5. Filosofia e Scienze; 6. Arte, per un totale di 90 volumi, più uno di indici. L'opera non è ancora terminata secondo il progetto editoriale originale, sebbene l'ultimo volume sia stato dato alle stampe nel 1996. Sino a ora, più di 1 000 studiosi di diverse nazioni hanno preso parte nell'ultra trentennale storia dell'ANRW, scrivendo articoli in inglese, tedesco, francese e italiano.